# Jan Prinsen
Jan Prinsen (Antwerpen, 11 juli 1934) is een Belgische kunstenaar en industrieel ontwerper. Zijn werk wordt gekenmerkt door een persoonlijke figuratieve stijl en een sterke focus op techniek.

## Biografie
Jan Prinsen werd op 11 juli 1934 in Antwerpen geboren. Zijn moeder was afkomstig uit Borgerhout en was een afstammelinge van de bekende Dendermondse kunstenaarsfamilie Jan Verhas. Ook haar broer Jan Verhas genoot een opleiding als kunstenaar. Als student van de academie van Schone Kunsten nam hij samen met zijn medestudenten als vrijwilliger deel aan de Eerste Wereldoorlog en sneuvelde in 1914. Jan Prinsen werd naar hem vernoemd.
Prinsen volgde klassieke humaniora aan het Xaveriuscollege in Borgerhout, waar hij zijn tekentalent onder andere inzette voor het restaureren van beschadigde muurschilderingen van Alfred Ost. Tijdens zijn humaniora volgde hij ook avondonderwijs Technisch Tekenen en Ontwerpen Carrosseriebouw aan de Stedelijke Technische School in Antwerpen. Ondanks zijn talent mocht Prinsen van zijn ouders geen kunstenaarsopleiding volgen.
Na zijn humaniora startte hij als industrieel ontwerper en werkte hij onder meer als technisch tekenaar en ontwerper van autobussen en autocars bij Ford Motor Company. Later maakte hij als industrieel ontwerper de overstap naar Carrosserie Van Hool, waar hij de eerste busmodellen uittekende.
 

Pas na zijn huwelijk met Reinhilde (Hilleke) Vermeylen ging Prinsen via avondlessen een artistieke opleiding volgen. Hij studeerde eerst aan de Koninklijke Academie voor Schone Kunsten van Antwerpen in de richting toegepaste grafiek en daarna aan het Plantin Instituut voor Typografie. Daarna ging hij naar  Nationaal Hoger Instituut voor Schone Kunsten waar hij les kreeg van Jos Hendricks (grafiek) en Jan Vaerten (modeltekenen) . Jan Vaerten was voor hem een belangrijke inspiratiebron en begeleidde hem bij de ontdekking van diverse kunststromingen. 

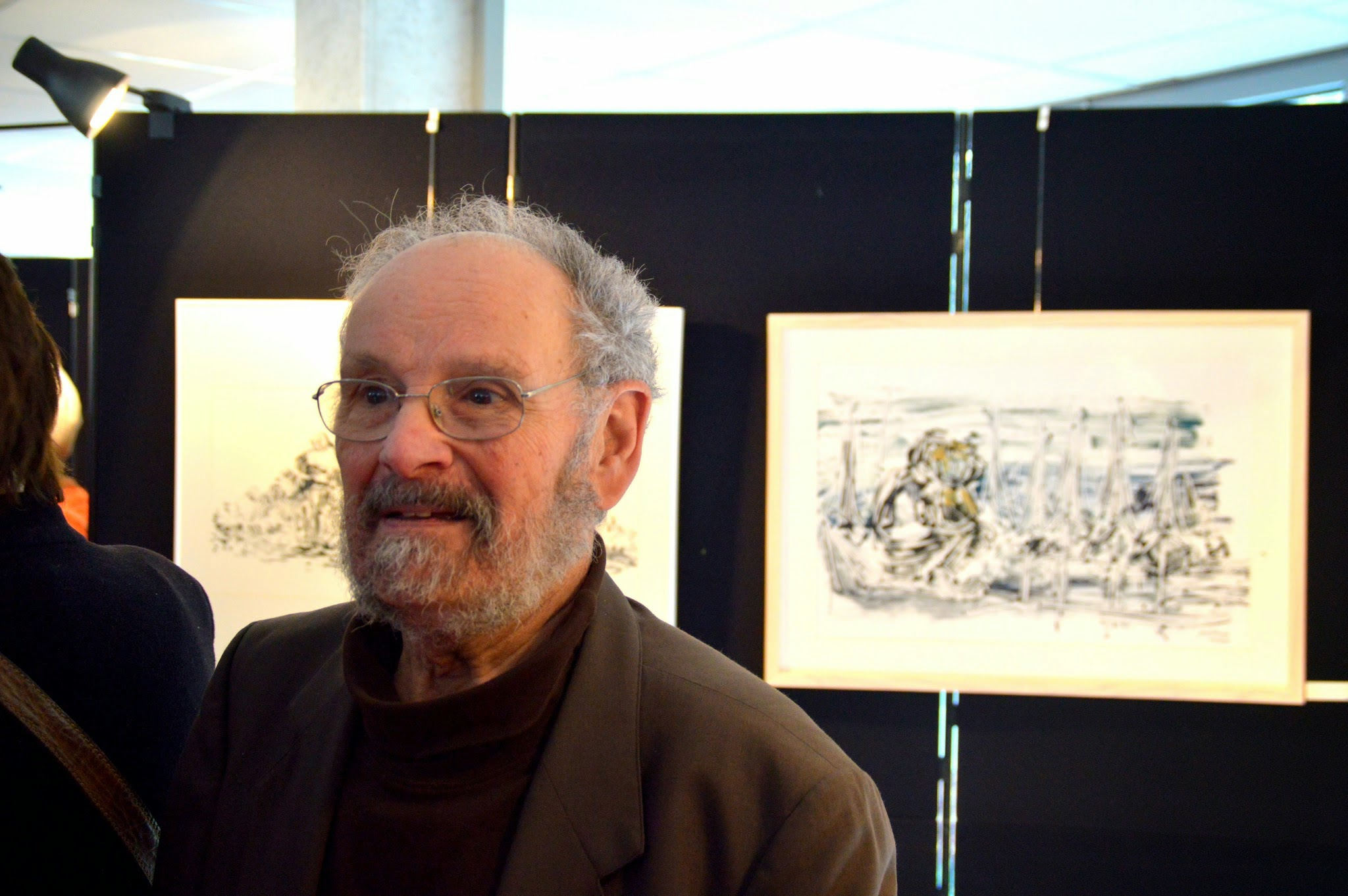
Jan Prinsen tijdens een expo voor zijn 80e verjaardag

In 1960 startte Prinsen als zelfstandige industrieel ontwerper. Als ontwerper maakte hij verre reizen naar onder meer Venezuela, Noord- en Centraal-Afrika en het Midden-Oosten, waar hij inspiratie opdeed voor zijn schilderkunst. In Marokko ontwikkelde hij een fascinatie voor de lokale cultuur, wat resulteerde in een omvangrijke reeks tekeningen en schilderijen. Hij werd voltijds kunstenaar en specialiseerde zich in grafische werk, schilderijen en verlorenwastechniek. 
In 1963 werd een van zijn werken aangekocht door de Belgische staat.
In 1999 ontving hij de Cultuurprijs van het district Deurne. In 2015 kreeg hij naar aanleiding van zijn 80e verjaardag een retrospectieve tentoonstelling aangeboden in het districthuis van Deurne.
In 2022 ontwierp hij de trofee voor de jaarlijkse Cultuurprijs van het district Deurne.

## Oeuvre en techniek
In het werk van Jan Prinsen staat de kwetsbare mens centraal. Hij legt de nadruk legt op de expressie van emotie. Hij vertrekt van eigen waarnemingen en belevenissen en legt die vast in sobere composities die een gevoel van hoop en eenzaamheid oproepen.
Het oeuvre van Jan Prinsen is opgebouwd met diverse technieken. Directe indrukken en waarnemingen legt hij vast in schetsmatige tekeningen met potlood, grafietstift, houtskool, contékrijt en inkt.  Schilderen met olie op doek vormt een belangrijk onderdeel van zijn oeuvre. Met brede penseelstreken en het paletmes drukt hij maatschappelijke thema's, landschappen en menselijke emoties uit. 
Van Jan Vaerten leerde hij de verlorenwasmethode, het aanbrengen van bijenwas op papier om een transparant en mysterieus effect te creëren. Prinsen wordt beschouwd als een van de besten in het genre.
Op grafisch vlak gaat de voorkeur van Prinsen uit naar de monoprint. Door middel van kleurmengingen en toevalseffecten wil hij met deze methode uitdrukking geven aan diepere indrukken en emoties.

Jaarlijks maakt Prinsen een houtsnede als relatiegeschenk. Deze techniek dwingt hem tot een meer gestileerde benadering van zijn onderwerpen.

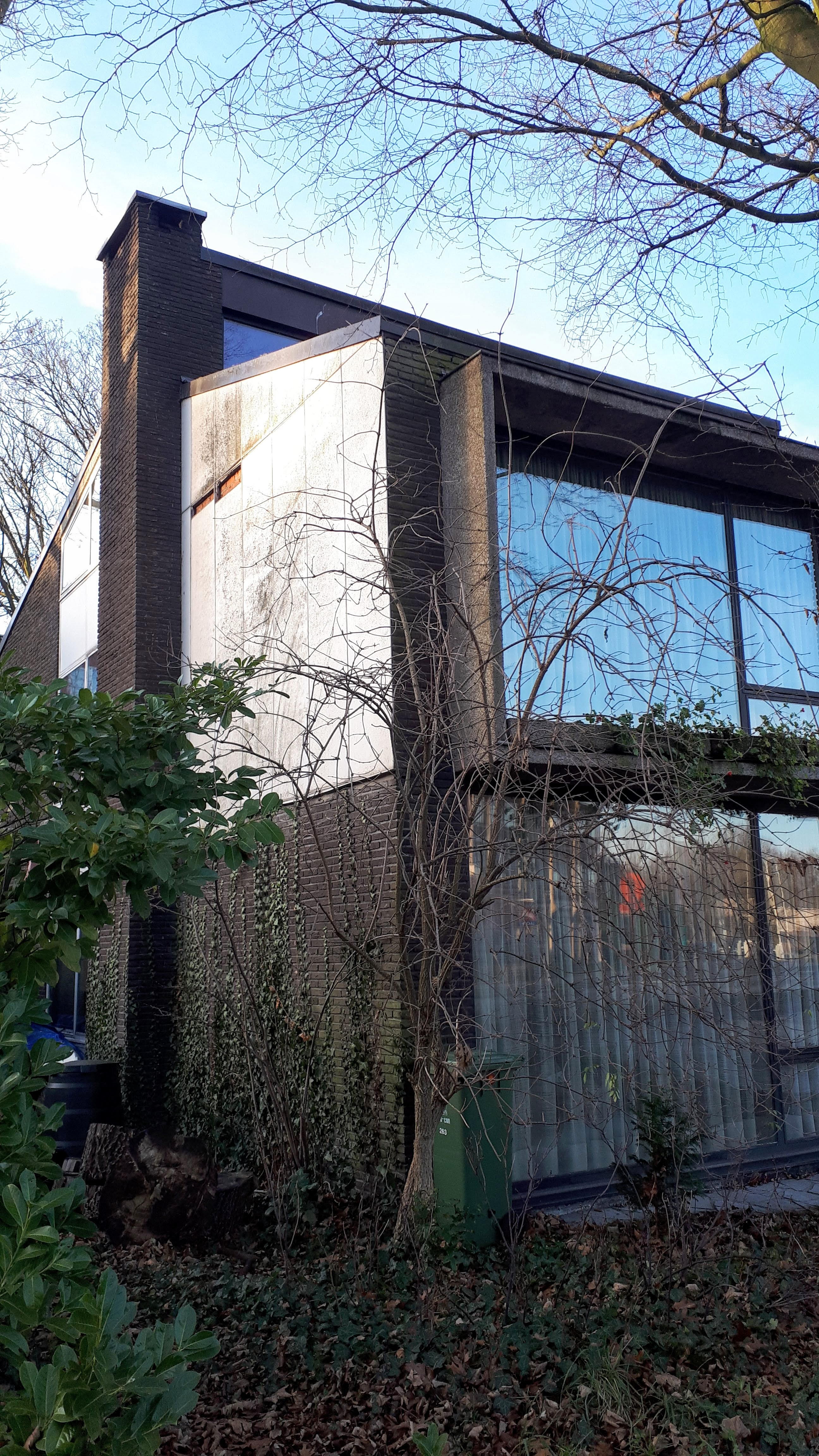
Kunstenaars woning Jan Prinsen

## Woning en atelier
Prinsen ontwierp in 1962 zijn eigen vrijstaande woning in Deurne, die vandaag is opgenomen in de Inventaris voor Onroerend Erfgoed van Vlaanderen. De villa is gebouwd in een stijl van naoorlogs modernisme met een brutalistische inslag. De plannen ondertekend door zijn schoonbroer, de architect Edmond Lambrechts.
Het gebouw is opgetrokken in een combinatie van zichtbare beton en handgevormde donkerbruine bakstenen gebakken in een veldoven. Het gevelontwerp is opgebouwd rond een vooruitspringend kader van gebouchardeerd beton, waarin ook een door Prinsen gesculpteerde vrouwenfiguur is verwerkt. 
Op de zolderverdieping bevindt zich Prinsens atelier.